# Mustafa Kučuković
Mustafa Kučuković (ur. 5 listopada 1986 w Novim Gradzie) – piłkarz niemiecki pochodzenia bośniackiego grający na pozycji napastnika.

## Kariera klubowa
Kučuković urodził się w bośniackiej miejscowości Novi Grad. W młodym wieku wyemigrował z rodzicami do Niemiec i tam też rozpoczął piłkarską karierę w małym zespole SSV Buer. Następnie terminował w młodzieżowych drużynach FC Schalke 04 oraz VfL Bochum, ale nie poznano się tam na jego talencie i Mustafa wyjechał do Hamburga zostając zawodnikiem tamtejszego klubu Hamburger SV. W 2004 roku był już zawodnikiem rezerw grających w Regionallidze i zdobył w nich aż 14 bramek, co zaowocowało debiutem w pierwszej drużynie, a miał on miejsce 11 września w przegranym 0:2 wyjazdowym spotkaniu z VfB Stuttgart. Przez dwa sezony spędzone w Bundeslidze Kučuković rozegrał 14 meczów i zdobył 1 gola (w grudniu 2005 w zremisowanym 1:1 meczu z Werderem Brema), zajmując m.in. 3. miejsce w 2006 roku. Latem 2006 został wypożyczony do drugoligowego SpVgg Greuther Fürth, dla którego strzelił 2 bramki, ale nie zdołał awansować do ekstraklasy. W 2007 roku Kučuković powrócił do HSV, ale niedługo potem został sprzedany do TSV 1860 Monachium, w którym spędził cały sezon 2007/2008 grając w 2. Bundeslidze.
W 2009 roku Kučuković podpisał kontrakt z francuskim Grenoble Foot 38. W Grenoble grał przez półtora roku – wystąpił łącznie 5 razy w lidze, a w 2010 roku Grenoble spadło z Ligue 1 do Ligue 2. Latem 2010 Kučuković przeszedł do duńskiego SønderjyskE Fodbold.
| Sezon   | Klub                  | Kraj    | Rozgrywki     | Mecze | Bramki |
| ------- | --------------------- | ------- | ------------- | ----- | ------ |
| 2004/05 | Hamburger SV          | Niemcy  | Bundesliga    | 9     | 0      |
| 2004/05 | Hamburger SV amatorzy | Niemcy  | Regionalliga  | 20    | 14     |
| 2005/06 | Hamburger SV          | Niemcy  | Bundesliga    | 5     | 1      |
| 2005/06 | Hamburger SV amatorzy | Niemcy  | Regionalliga  | 20    | 8      |
| 2006/07 | SpVgg Greuther Fürth  | Niemcy  | 2. Bundesliga | 21    | 2      |
| 2007/08 | TSV 1860 Monachium    | Niemcy  | 2. Bundesliga | 23    | 3      |
| 2008/09 | Grenoble Foot 38      | Francja | Ligue 1       | 1     | 0      |
| 2009/10 | Grenoble Foot 38      | Francja | Ligue 1       | 4     | 0      |
| 2010/11 | SønderjyskE Fodbold   | Dania   | Superligaen   |       | –      |

## Kariera reprezentacyjna
Kučuković pomimo tego, że posiada dwa paszporty: niemiecki i bośniacki, zdecydował się na grę w reprezentacji Niemiec. Grał w młodzieżowych reprezentacjach Niemiec.